# اس‌ام‌اس آوگسبورگ
اس‌ام‌اس آوگسبورگ (به انگلیسی: SMS Augsburg) یک کشتی بود که طول آن ۱۳۰ متر (۴۲۶٫۵ فوت) بود. این کشتی در سال ۱۹۰۹ ساخته شد.